# San Juan de la Encinilla
San Juan de la Encinilla ist ein Ort und eine zentralspanische Gemeinde (municipio) mit 70 Einwohnern (Stand: 2024) in der Provinz Ávila in der Autonomen Region Kastilien-León. 

## Lage
San Juan de la Encinilla befindet sich in den nördlichen Ausläufern der Sierra de Gredos gut 22 Kilometer nordnordwestlich von Ávila in einer Höhe von 910 m. Die Autovía A-50 führt von Ávila nach Salamanca durch die Gemeinde. Das Klima im Winter ist kühl, im Sommer dagegen trotz der Höhenlage durchaus warm; der Regen (ca. 532 mm/Jahr) fällt – mit Ausnahme der nahezu regenlosen Sommermonate – verteilt übers ganze Jahr.

## Bevölkerungsentwicklung
| Jahr      | 1970 | 1981 | 1991 | 2001 | 2011 | 2021 |
| Einwohner | 323  | 215  | 167  | 123  | 104  | 75   |

## Sehenswürdigkeiten

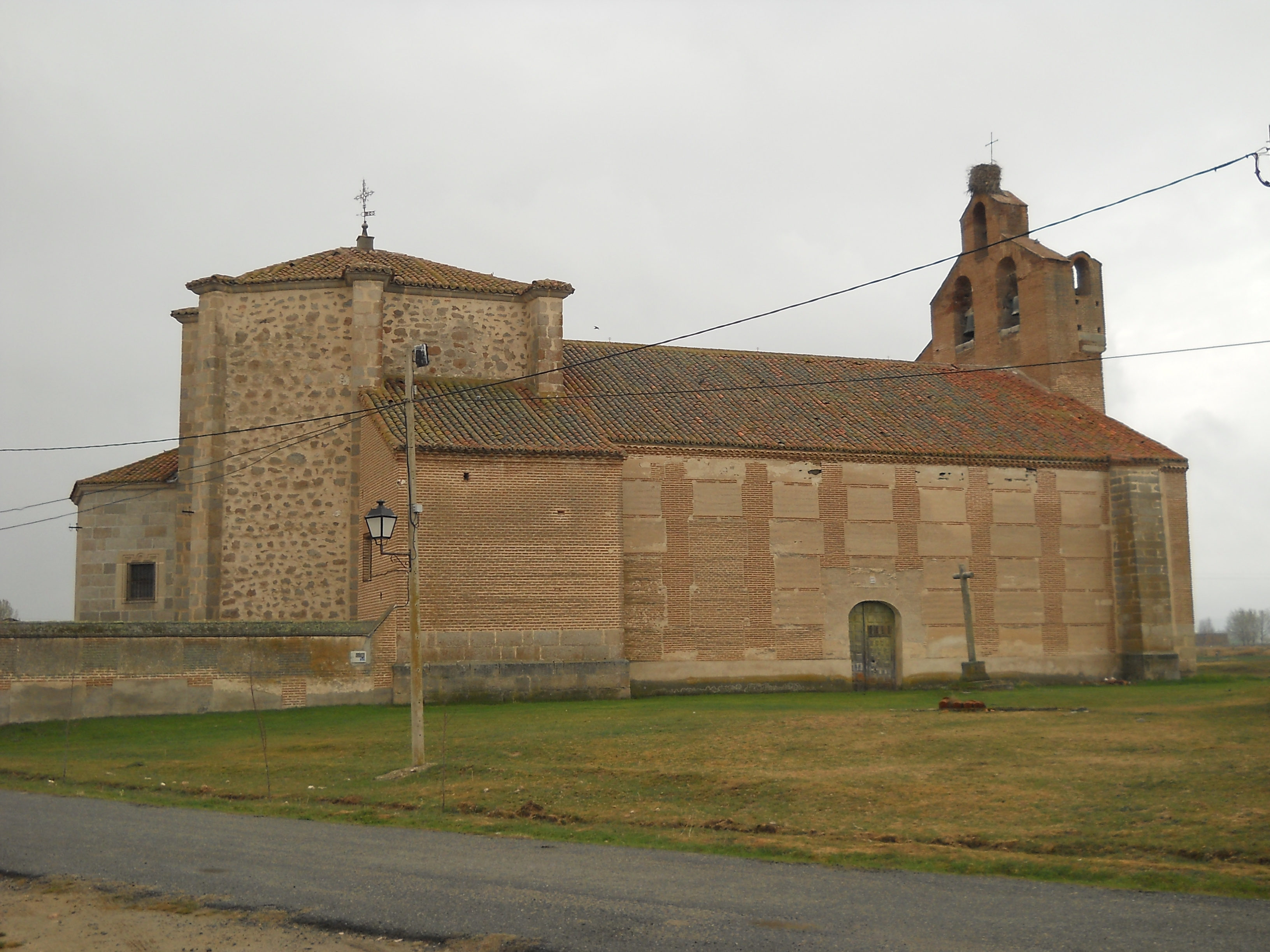
Johannes-der-Täufer-Kirche
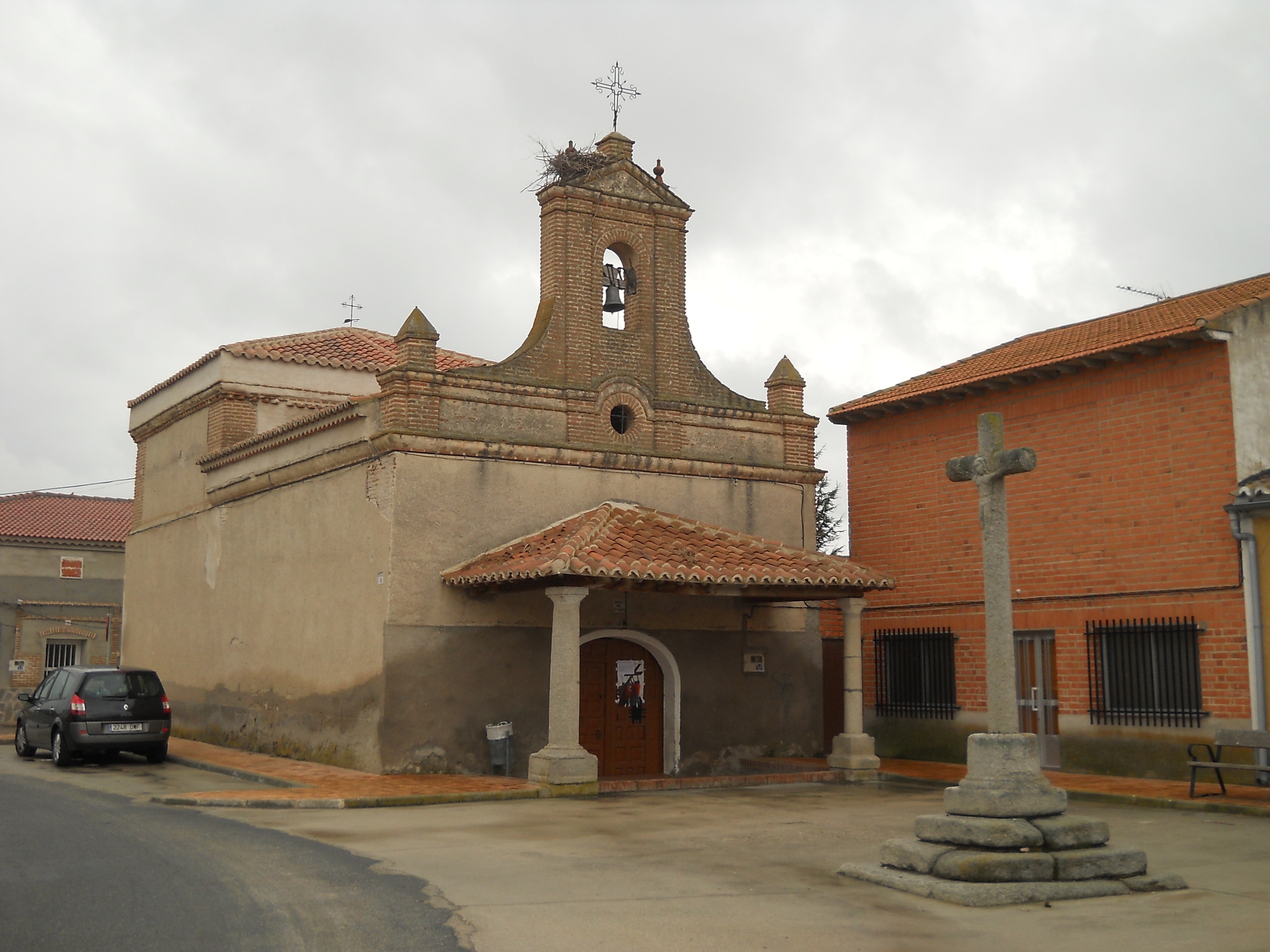
Christuskapelle

- Johannes-der-Täufer-Kirche
- Christuskapelle